# КК Дунав Стари Бановци
КК Дунав Стари Бановци је српски кошаркашки клуб из Старих Бановаца. У сезони 2020/21. такмичи се у Кошаркашкој лиги Србије.

## Историја
Клуб је основан 1976. године. Највећи успех у досадашњој историји клуба остварен је у сезони 2015/16. освајањем другог места у Другој лиги Србије које је донело и пласман у највиши ранг.

## Учинак у претходним сезонама
| Сез.     | Првенство Србије - КЛС | Првенство Србије - Суперлига | Куп Србије   | Регионално такмичење | Европско такмичење |
| -------- | ---------------------- | ---------------------------- | ------------ | -------------------- | ------------------ |
| 2016/17. | 5. место               | —                            | Четвртфинале | —                    | —                  |
| 2017/18. | 9. место               | —                            | —            | —                    | —                  |
| 2018/19. | 8. место               | 6. место групе А             | —            | —                    | —                  |
| 2019/20. | 10. место              | —                            | —            | —                    | —                  |

## Познатији играчи
- Вук Малиџан